# Eesti Entsüklopeedia
Ne pas confondre avec Eesti entsüklopeedia: teatmeteos Eesti maast, rahvast ja kultuurist (et) (1957-1959) et Eesti entsüklopeedia (et) (1985-2007).
.
Eesti Entsüklopeedia a été la première encyclopédie générale en estonien. Elle a été publiée en 1932-1937.

## Volumes
- I : A–CHANDI
- II : CHAMFORT–FERALIA
- III : FERDA–JAANUS
- IV : JAAPAN–KÄOLINA
- V : KÄOLISED–MUTE
- VI : MUTHER–RAKITSE
- VII : RAKK–TANUKAD
- VIII : TANULANE–YVON